# Brezovica pri Predgradu
Brezovica pri Predgradu – wieś w Słowenii, w gminie Kočevje. W 2018 roku liczyła 46 mieszkańców.